# Estreito de Wilkins

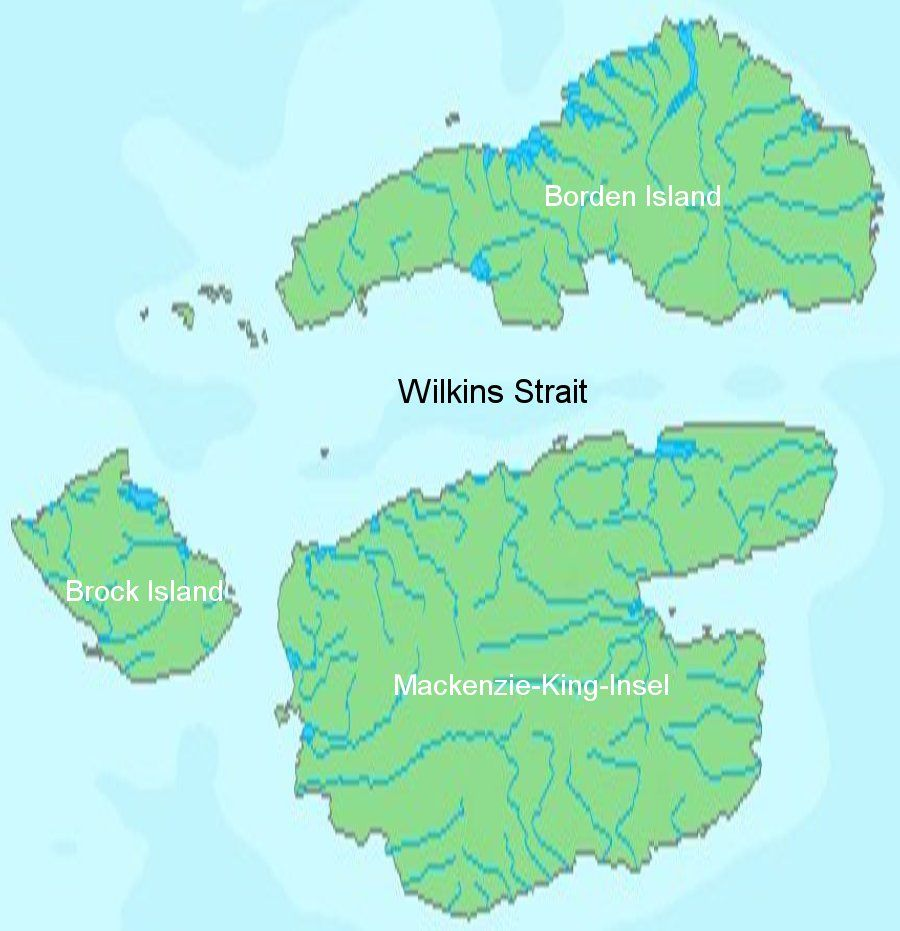
As ilhas que o estreito separa.

O estreito de Wilkins é um estreito natural no centro do Arquipélago Ártico Canadiano. A maior parte do estreito está nos Territórios do Noroeste, mas o extremo oriental está em Nunavut. Separa a ilha Borden (a norte) da ilha Brock (a sudoeste) e a ilha Mackenzie King (a sul).